# Роу, Николас
Ни́колас Джеймс Себа́стьян Ро́у (англ. Nicholas James Sebastian Rowe, род. 22 ноября 1966, Эдинбург) — шотландский актёр. В юности исполнил роль молодого Шерлока Холмса в фильме Барри Левинсона «Молодой Шерлок Холмс» (1985).

## Биография
Роу родился в Эдинбурге в семье англичан. Его родителями были член парламента от консервативной партии и редактор Эндрю Роу (1935—2008) и его жена, певица Элисон Роу. Николас Роу учился в Итонском колледже, где участвовал в студенческих театральных постановках, и получил бакалавра искусств по испанскому в Бристольском университете.

## Личная жизнь
Роу жил с актрисой Лу Гиш на протяжении шести лет до её смерти от рака в феврале 2006 года.

## Избранная фильмография

### Кино
- 1984 — Другая страна — Спунгин
- 1985 — Молодой Шерлок Холмс — Шерлок Холмс
- 1998 — Карты, деньги, два ствола — Джей
- 2001 — Энигма — Вильерс
- 2001 — Первая любовь — Майданов
- 2002 — Николас Никлби — лорд Верисофт
- 2004 — Потомство Чаки — Лойер
- 2010 — Дуэль — Шешковский
- 2015 — Мистер Холмс — Шерлок Холмс

### Телевидение
- 1994 — Враг Шарпа — Джилиан
- 1996 — Дэлзил и Пэскоу — Гервас Батт
- 1996 — Полдарк — лорд Эдвард Фицморис
- 2000 — Долгота — король Георг III
- 2000 — Охотники за древностями — Питер Грэхем
- 2003 — Холби Сити — Натан Кейрнс
- 2004—2013 — Убийства в Мидсомере — Эдвард Стэннингтон / Дэвид Хертли-Рид
- 2004 — Мадемуазель Мушкетер — герцог Бэкингем
- 2006 — Битва за космос — Р.Джонс
- 2006 — Этот красавчик Браммелл — лорд Чарльз Мэннерс
- 2008 — Отель «Вавилон» — Джонах Слотер
- 2009 — Питер Кингдом вас не бросит — Роберт Морстон
- 2011 — Борджиа — барон Бонадео
- 2013 — Демоны Да Винчи — кардинал Орсини
- 2014 — Инспектор Джордж Джентли — Мартин Лэнгхэм
- 2015 — Последнее королевство — отец Ассер
- 2016 — Корона — Джек Колвил
- 2017 — Гений — Джост Винтелер